# Asteasu
Asteasu település Spanyolországban, Gipuzkoa tartományban. Asteasu Alkiza, Aia, Zizurkil, Villabona, Anoeta, Larraul és Errezil községekkel határos. Lakosainak száma 1575 fő (2024).

## Népesség
A település lakosságának változását az alábbi diagram mutatja:
| Lakosok száma | 1211 | 1346 | 1424 | 1478 | 1491 | 1523 | 1505 | 1551 | 1549 | 1575 |
|               | 2001 | 2004 | 2006 | 2009 | 2011 | 2014 | 2016 | 2019 | 2021 | 2024 |